# 拉維妮亞·拉德利亞

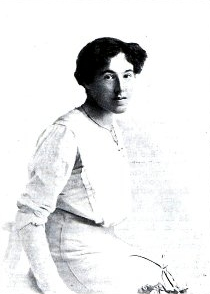
拉維妮亞·拉德利亞

拉維妮亞·克拉拉·拉德利亞（Lavinia Clara Radeglia，1878年—1947年），是一名英格蘭羽球運動員，出生於肯辛頓。
拉維妮亞·拉德利亞於1903年在里奇蒙羽球俱樂部首次打羽球。她於1909年成為英格蘭國手，並獲得四項全英羽球錦標賽冠軍。她曾是《羽球公報》的一名編輯和著名的草地網球運動員，並成為一名職業網球教練。她於1947年在巴德利索爾特頓去世，享年68歲。